# Triumph-Werke Nürnberg AG
|  | Per a altres significats, vegeu «Triumph». |

Triumph-Werke Nürnberg AG, abreujat TWN, fou una empresa alemanya fabricant de bicicletes i motocicletes. El 1886, Siegfried Bettmann va fundar la fàbrica de bicicletes Triumph a Coventry, Anglaterra, i el 1896 va fundar una segona fàbrica de bicicletes a la seva ciutat natal, Nuremberg (Alemanya), amb el mateix nom de "Triumph". Ambdues fàbriques es van ramificar després per a fabricar motocicletes: la de Coventry el 1902 i la de Nuremberg el 1903.
Durant les primeres dècades d'activitat, la fàbrica de Nuremberg va produir models amb els mateixos motors de quatre temps de 499 i 545 cc que la planta germana de Coventry.
A causa de la confusió habitual a l'hora d'identificar les motocicletes produïdes per les empreses Triumph de Coventry i Nuremberg, els productes d'aquesta darrera van passar a denominar-se "Orial" per a determinats mercats d'exportació. Tanmateix, com que a la dècada del 1920 ja hi havia un fabricant de motos Orial a Lió, França, les motocicletes de Nuremberg van tornar a canviar de nom, aquest cop a "TWN" (de Triumph Werke Nürnberg).
Després del 1913 les fàbriques anglesa i alemanya van divergir i la fabricació de motocicletes a Nuremberg es va cenyir a motors de dos temps de 248 i 269 cc. Després de la Segona Guerra Mundial, Triumph va aconseguir models de motocicleta reeixits, entre ells la Cornet de dos temps split single de 200 cc i la Boss monocilíndrica split single de 350 cc. Un motor "split single" té un cilindre "dividit" (amb 2 pistons) però només una cambra de combustió i una bugia comunes. La producció de split singles a Triumph/TWN va començar el 1939 amb la BD250 dissenyada per Otto Rieze.
El 1956, Max Grundig va comprar l'empresa de Nuremberg, la va fusionar amb el seu negoci de motocicletes i màquines d'escriure Adler i va posar fi a la producció de motocicletes sota les marques Triumph i TWN.

## Llista de models produïts
Llista dels models que es varen fabricar a Nuremberg:
| Model          | Anys de fabricació | Cilindrada | Tipus de motor               | Potència         | Velocitat màxima (mph) |
| -------------- | ------------------ | ---------- | ---------------------------- | ---------------- | ---------------------- |
| Knirps         | 1919–1923          | 276 cc     | 2 temps                      | 2,2 kW / 3 CV    | 40 mph                 |
| KK             | 1923–1926          | 298 cc     | 2 temps                      | 2,9 kW / 4 CV    | 47 mph                 |
| T              | 1924–1927          | 550 cc     | 4 temps (Coventry)           | 2,9 kW / 4 CV    | 56 mph                 |
| T II           | 1924–1927          | 499 cc     | 4 temps (Coventry)           | 11,8 kW / 16 CV  | 56 mph                 |
| S              | 1924–1926          | 499 cc     | 4 temps (Coventry)           | 2,5 kW / 3,5 CV  | 81 mph                 |
| K III (Knirps) | 1926–1928          | 250 cc     | 2 temps                      | 4,4 kW/6 CV      | 50 mph                 |
| K IV           | 1926–1928          | 250 cc     | 2 temps                      | 4,4 kW / 6 CV    | 50 mph                 |
| K V            | 1926–1928          | 250 cc     | 2 temps                      | 4,4 kW / 6 CV    | 50 mph                 |
| K 6            | 1928–1933          | 197 cc     | 2 temps                      | 4,4 kW / 6 CV    | 44 mph                 |
| K 7            | 1928–1933          | 197 cc     | 2 temps                      | 4,4 kW / 6 CV    | 44 mph                 |
| K 8            | 1928–1933          | 200 cc     | 2 temps                      | 4,0 kW / 5,5 CV  | 44 mph                 |
| K 9            | 1928–1933          | 200 cc     | 2 temps                      | 4,0 kW / 5,5 CV  | 44 mph                 |
| K 10           | 1928–1931          | 300 cc     | 2 temps                      | 5,9 kW / 8 CV    | 56 mph                 |
| K 11           | 1928–1931          | 300 cc     | 2 temps                      | 5,9 kW / 8 CV    | 56 mph                 |
| T III          | 1928–1930          | 493 cc     | 4 temps (Coventry)           | 11,8 kW / 16 CV  | 56 mph                 |
| T 4            | 1928–1930          | 493 cc     | 4 temps (Coventry)           | 11,8 kW / 16 CV  | 56 mph                 |
| SSK            | 1930–1933          | 346 cc     | 4 temps (M.A.G.)             | 11,1 kW, 15 CV   | 71 mph                 |
| T 350          | 1930–1931          | 350 cc     | 4 temps (M.A.G..- llicència) | 7,4 kW / 10 CV   | 50 mph                 |
| T 500          | 1930–1931          | 496 cc     | 4 temps (M.A.G.)             | 9,6 kW / 13 CV   | 56 mph                 |
| BL 170         | 1930–1931          | 170 cc     | 2 temps                      | 3,7 kW / 5 CV    | 44 mph                 |
| RR 750         | 1930–1933          | 741 cc     | 2 temps (M.A.G.)             | 11,8 kW / 16 CV  | 65 mph                 |
| KV 200         | 1930–1934          | 200 cc     | 2 temps                      | 4,4 kW / 6 CV    | 44 mph                 |
| KV 250         | 1930–1934          | 250 cc     | 2 temps                      | 5,9 kW / 8 CV    | 50 mph                 |
| SK 250         | 1930–1934          | 250 cc     | 2 temps                      | 5,9 kW / 8 CV    | 50 mph                 |
| RL 30          | 1932–1935          | 198 cc     | 2 temps                      | 4,4 kW / 6 CV    | 44 mph                 |
| Noris 200      | 1932–1935          | 198 cc     | 2 temps                      | 4,4 kW / 6 CV    | 44 mph                 |
| TM 500         | 1932–1937          | 500 cc     | 4 temps (M.A.G. - llicència) | 9,6 kW / 13 CV   | 59 mph                 |
| STM 500        | 1932–1937          | 500 cc     | 4 temps (M.A.G. - llicència) | 14,8 kW / 20 CV  | 75 mph                 |
| Kongress       | 1932–1937          | 346 cc     | 4 temps (M.A.G. - llicència) | 6,6 kW / 9 CV    | 56 mph                 |
| SKL 200        | 1933–1934          | 197 cc     | 2 temps                      | 4,4 kW / 6 CV    | 47 mph                 |
| 200 K          | 1934–1937          | 197 cc     | 2 temps                      | 4,4 kW / 6 CV    | 44 mph                 |
| TS 100         | 1934–1936          | 98 cc      | 2 temps                      | 2,2 kW, 3 CV     | 34 mph                 |
| B 200          | 1936–1937          | 197 cc     | 2 temps                      | 5,1 kW, 7 CV     | 50 mph                 |
| B 204          | 1936–1939          | 197 cc     | 2 temps                      | 5,1 kW, 7 CV     | 50 mph                 |
| B 350          | 1936–1939          | 346 cc     | 2 temps                      | 8,9 kW, 12 CV    | 68 mph                 |
| S 350          | 1937–1938          | 346 cc     | 2 temps                      | 8,9 kW, 12 CV    | 68 mph                 |
| S 500          | 1937–1938          | 496 cc     | 4 temps (M.A.G. - llicència) | 14,8 kW / 20 CV  | 78 mph                 |
| B 125          | 1939–1949          | 122 cc     | 2 temps                      | 3,1 kW / 4,2 CV  | 47 mph                 |
| BD 250         | 1939–1943          | 248 cc     | 2 temps                      | 8,9 kW / 12 CV   | 68 mph                 |
| BDG 250        | 1949–1957          | 248 cc     | 2 temps                      | 8,9 kW / 12 CV   | 68 mph                 |
| BDG 125        | 1950–1957          | 123 cc     | 2 temps                      | 4,6 kW / 6,25 CV | 56 mph                 |
| Cornet         | 1953–1957          | 197 cc     | 2 temps                      | 7,4 kW / 10 CV   | 63 mph                 |
| Boss           | 1953–1957          | 344 cc     | 2 temps                      | 11,8 kW / 16 CV  | 75 mph                 |
| Knirps Moped   | 1953–1957          | 47 cc      | 2 temps                      | 1,0 kW / 1,3 CV  | 28 mph                 |
| Contessa       | 1955–1957          | 197 cc     | 2 temps                      | 7,4 kW / 10 CV   | 59 mph                 |
| Tessy          | 1956–1957          | 125 cc     | 2 temps                      | 5,5 kW / 7,5 CV  | 50 mph                 |
| Tessy Super    | 1956–1957          | 150 cc     | 2 temps                      | 6,2 kW / 8,5 CV  | 50 mph                 |
| Fips           | 1956–1957          | 47 cc      | 2 temps                      | 0,7 kW / 1 CV    | 28 mph                 |
| Sportfips      | 1956–1957          | 47 cc      | 2 temps                      | 0,7 kW / 1 CV    | 28 mph                 |